# Þorbjörnsson
Þorbjörnsson ist ein männlicher isländischer Name.

## Herkunft und Bedeutung
Der Name ist ein Patronym und bedeutet Þorbjörns Sohn. Die weibliche Entsprechung ist Þorbjörnsdóttir (Þorbjörns Tochter).

## Namensträger
- Guðmundur Þorbjörnsson (* 1957), isländischer Fußballspieler
- Hilmar Þorbjörnsson (1930–1999), isländischer Leichtathlet